# Francisco José de Castro

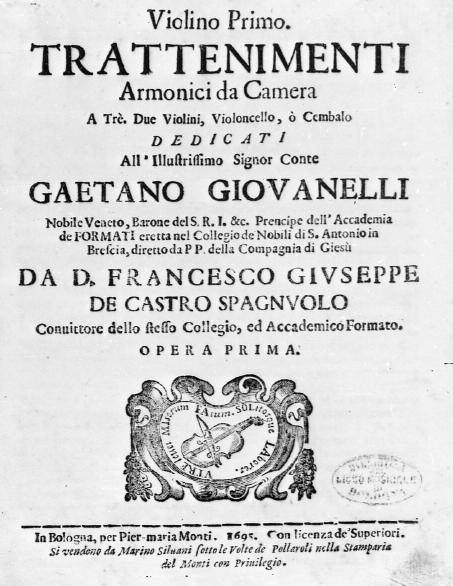
Frontespizio della parte per Violino primo de Trattenimenti Armonici da camera a tre (1695).

Francisco José de Castro, detto lo spagnuolo (Siviglia, 1677 – 1730), è stato un compositore, organista e clavicembalista spagnolo naturalizzato italiano.

## Vita e carriera
Francisco José de Castro era di nobile origine sevigliana e studiò presso il collegio dei Gesuiti “Collegio de’ Nobili” di Brescia. Ricevette lezioni di musica da Paris Francesco Alghisi, l'allora direttore del Collegio. Già durante gli anni da studente pubblicò una raccolta di 10 sonate a tre e quattro movimenti dal titolo Trattenimenti Armonici da camera, che fu stampata nel 1695 dall'editore Monti di Bologna e dedicata al principe del Collegio, il conte Gaetano Giovanelli. Le sonate seguono lo stile fugato delle sonate da camera di Arcangelo Corelli: iniziano con un preludio, seguito da un massimo di tre movimenti di danza. Una copia delle sonate si trova nella Biblioteca del Liceo Musicale di Bologna.
Nel 1708, sempre a Bologna, sotto lo pseudonimo di "Accademico Formato", furono pubblicati gli 8 Concerti op. 4 dal titolo Concerti accademici à quattro, cioè un'oboè, due violini, e violone, con la parte per il cembalo, forse scritti da de Castro. Compose anche un'opera, Il delfino in cielo, dedicata a un Nicolò Dolfin, capitano di Brescia.
È dubbio se il musicista alla corte del Granduca di Firenze, Francisco de Castris, menzionato nel Musicalisches Lexicon o nella Musicalische Bibliothec di Johann Gottfried Walther, morto a Roma nell'ottobre del 1724 e che lasciò una fortuna di 100.000 talleri a un parente, sia la stessa persona.